# Joppa ornata
Joppa ornata là một loài tò vò trong họ Ichneumonidae.